# Dnestrovsc
Dnestrovsc (ryska: Днестровск) är en ort i Moldavien. Den ligger i distriktet Teleneşti, i den sydöstra delen av landet, i sydligaste delen av regionen Transnistrien väster om en sjö. Dnestrovsc ligger 16 meter över havet och antalet invånare är 10 426.
Terrängen runt Dnestrovsc är platt. Trakten runt Dnestrovsc består till största delen av jordbruksmark.